# St. Laurentius (Marmagen)

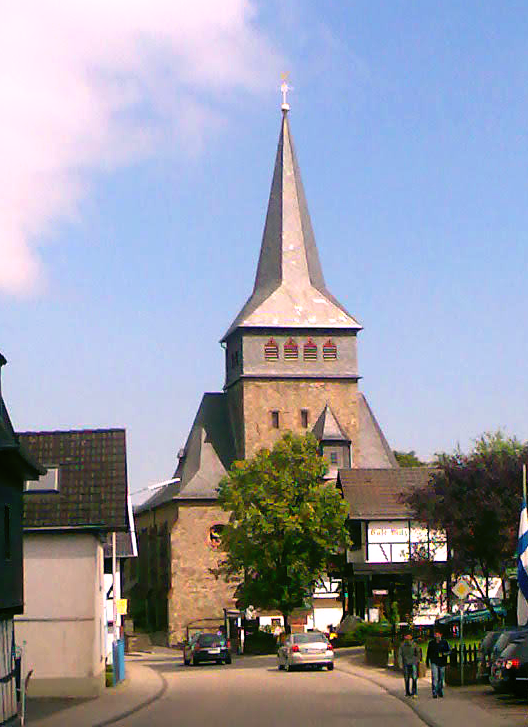
Marmagen – ehemalige Kirchgasse von Westen

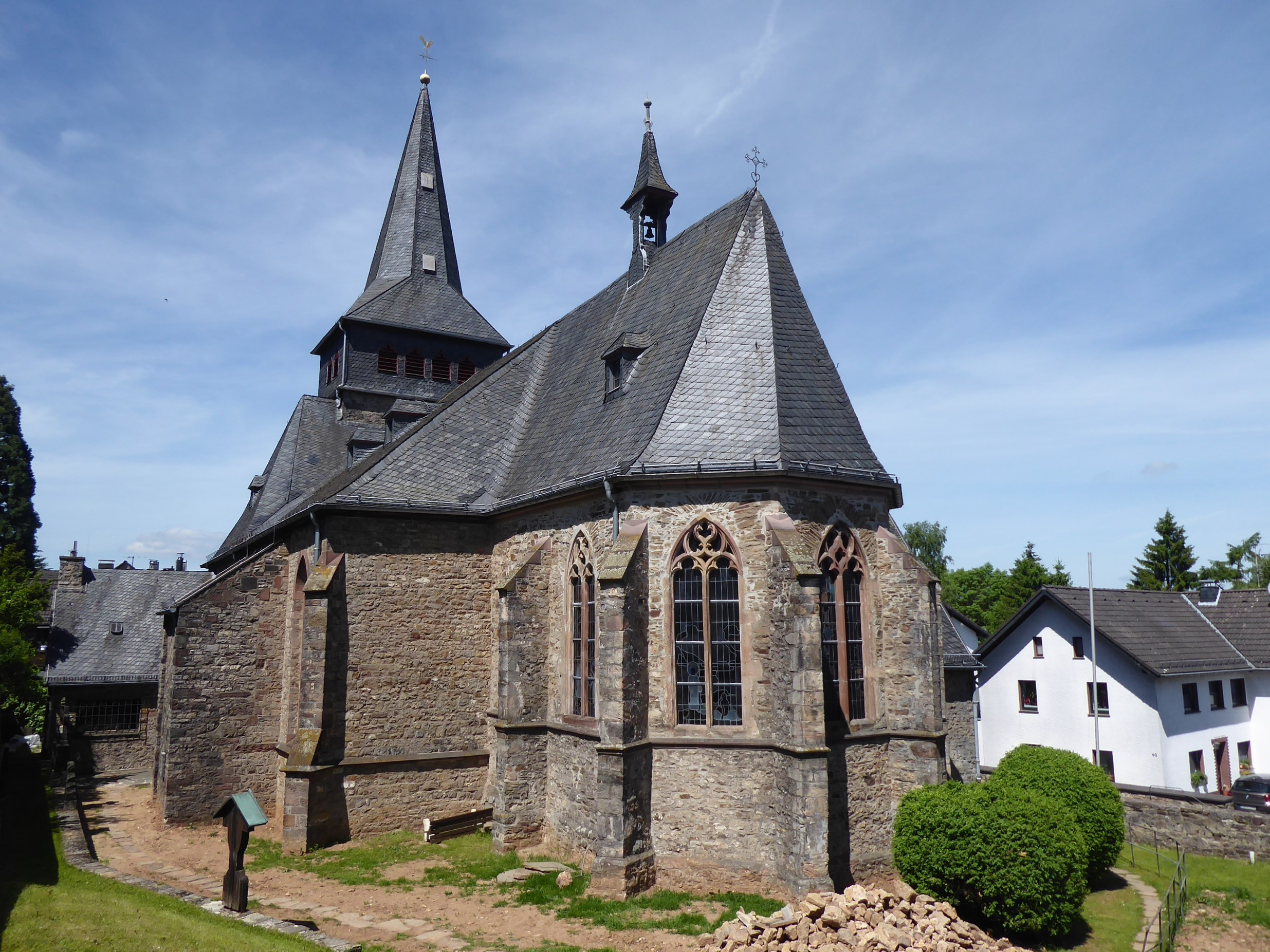
St. Laurentius, Ansicht von Südosten

Die römisch-katholische Pfarrkirche St. Laurentius Marmagen ist eine im Kern spätgotische Dorfkirche in Marmagen in der Eifel, die zwischen 1950 und 1960 von Künstlern der Kölner Werkschulen zu einem zeitgenössischen Kirchenraum im Sinne der Theologie Karl Rahners umgestaltet wurde.
Sie ist der Mittelpunkt der katholischen Pfarrgemeinde Marmagen, eine der alten Eifeler Pfarrstellen, die schon im 14. Jahrhundert erwähnt werden, und bildet heute mit mehreren anderen Pfarreien die Gemeinschaft der Gemeinden Hl. Hermann-Josef Steinfeld im Bistum Aachen.
Die Kirche ist ein geschütztes Baudenkmal.

## Gründungslegende
Der Legende nach soll die St.-Laurentius-Kirche zu Marmagen von einem unbekannten Ritter als Dank für seine Errettung aus der Schlacht auf dem Lechfeld im Jahre 955 gestiftet worden sein. Kern der Legende bildet die Überlieferung, dass Otto I. nach der siegreichen Schlacht gegen Ungarn aufgrund eines Gelübdes das Bistum Merseburg stiftete und dem heiligen Laurentius weihen ließ. Da der Sieg gegen die Ungarn auf den 10. August fiel, dem Fest des Heiligen Laurentius von Rom, entwickelte sich daraus ein Laurentius-Kult, dessen Popularität zur Gründung zahlreicher Laurentius-Patrozinien führte.

## Baugeschichte der Kirche

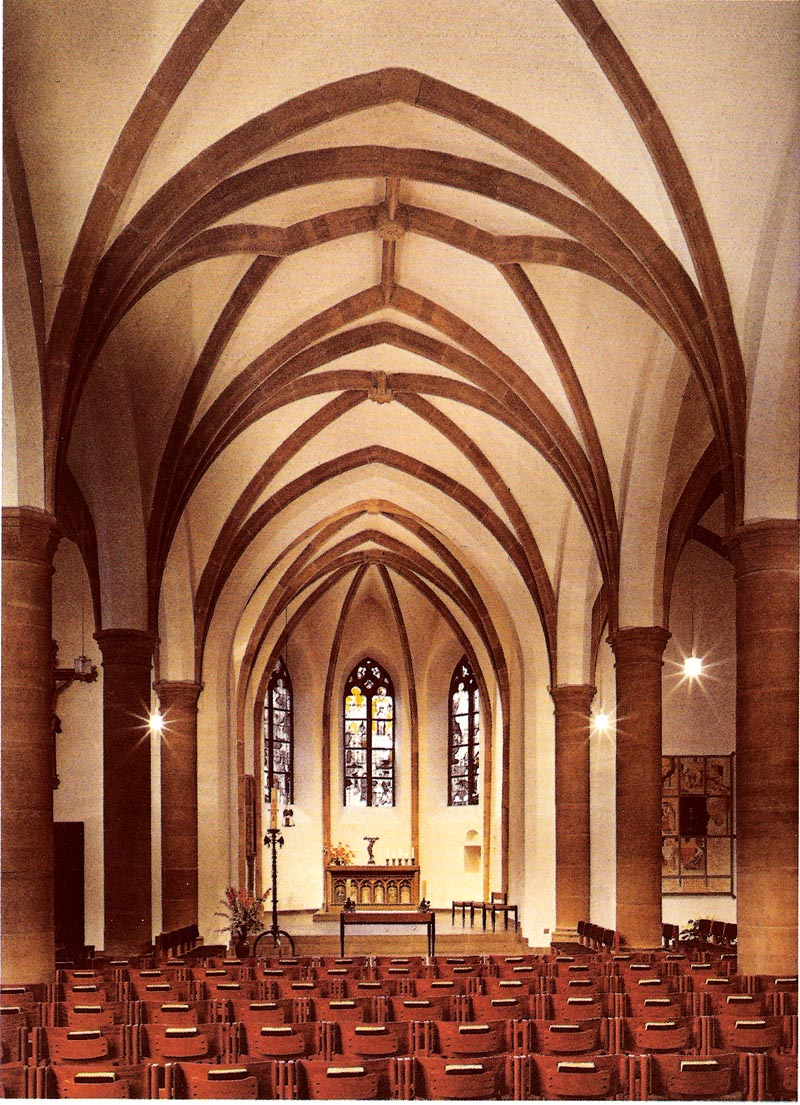
Innenraum der St.-Laurentius-Kirche in Marmagen nach 1956/57

Die heutige Kirche St. Laurentius ist spätgotischen Ursprungs. Es wird vermutet, dass sie eine Vorgängerkirche gehabt hat. Kühnere Behauptungen sehen sie sogar auf römischen Fundamenten errichtet. Der älteste Teil der Kirche ist der Chorraum mit alter Sakristei (heute Taufkapelle).

### Erweiterung 1896
Der ursprünglich einschiffige Bau mit Westturm wurde 1896 nach Plänen des Kölner Architekten Eduard Endler durch Seitenschiffe erweitert. Dabei wurde das alte Kirchenschiff niedergerissen, so dass vom alten Bau nur Chor, Taufkapelle und Westturm übrig blieben.

### Erweiterung 1923
Im Jahre 1923 wurde der Kirchenbau vom gleichen Architekten um zwei Joche verlängert. Der alte Westturm wurde abgerissen und durch einen neuen Turm ersetzt. Marmagener Arbeiter führten die Umbauarbeiten im Rahmen staatlicher Notstandarbeit aus. Im letzten Kriegsjahr 1945 verlor die Kirche bei einem Artillerieangriff die Turmspitze, die nach dem Kriege erneuert wurde.

### Kircheninventar
Das älteste Inventar der Kirche ist ein Vortragekreuz aus dem 13. Jahrhundert und der dem 14. Jahrhundert zugeschriebene Hauptaltar. Die alten Kirchenglocken stammen aus frühen 16. Jahrhundert und wurden bei Gregorius von Trier gegossen. Die älteste Glocke von 1505 mit dem Ton gis' trägt die Inschrift: „Scts. Laurentius heischen ich, die Leven rofen ich, die Dodn beklagen ich, Gregorius von trier gous mich Anno Dni MCVCV.“ Die andere Glocke mit dem Ton fis' stammt aus dem Jahre 1510. Sie trägt die Inschrift: „Sca Maria ind Anna heischen ich, in dyi eren Godz luden ich, den Duvel verjagen ich, Gregorius von Trier gous mich Anno Dni XVCX“. Eine dritte Glocke aus dem Jahre 1722 wurde 1917 zu Kriegszwecken eingeschmolzen.

### Umgestaltung der Kirche 1955/56
Eine grundlegende, moderne Umgestaltung im Sinne der Welt-Theologie Karl Rahners und des II. Vatikanischen Konzil erfuhr die Kirche in den Jahren 1956/57 unter dem kunstsinnigen Pfarrer Erich Froitzheim. Er gewann junge Künstler der Kölner Werkschule unter Leitung des Kölner Architektur-Professor Georg Maria Lünenborg für diese Aufgabe. So finden sich in der heutigen Marmagener Kirche Arbeiten von Theo Heiermann, Jochem Pechau, Klaus Balke und Titus Reinarz. Die Kirchenfenster wurden nach Entwürfen des Kölner Maler Hans Lünenborg von der Glasmalerei Oidtmann in Linnich ausgeführt. Die Orgel mit 17 Registern ist ein Werk des Orgelbauers Johannes Klais aus Bonn.

Zeitgenössische Kunstwerke in der St. Laurentius-Kirche Marmagen
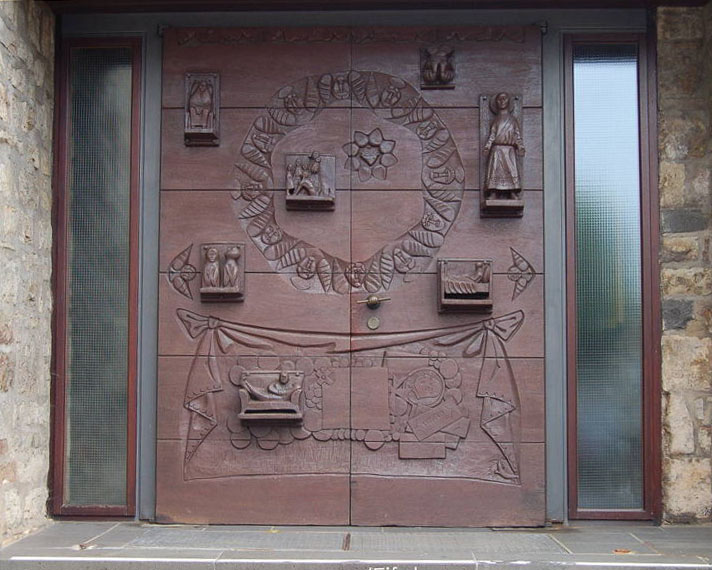
Laurentius-Portal von Theo Heiermann
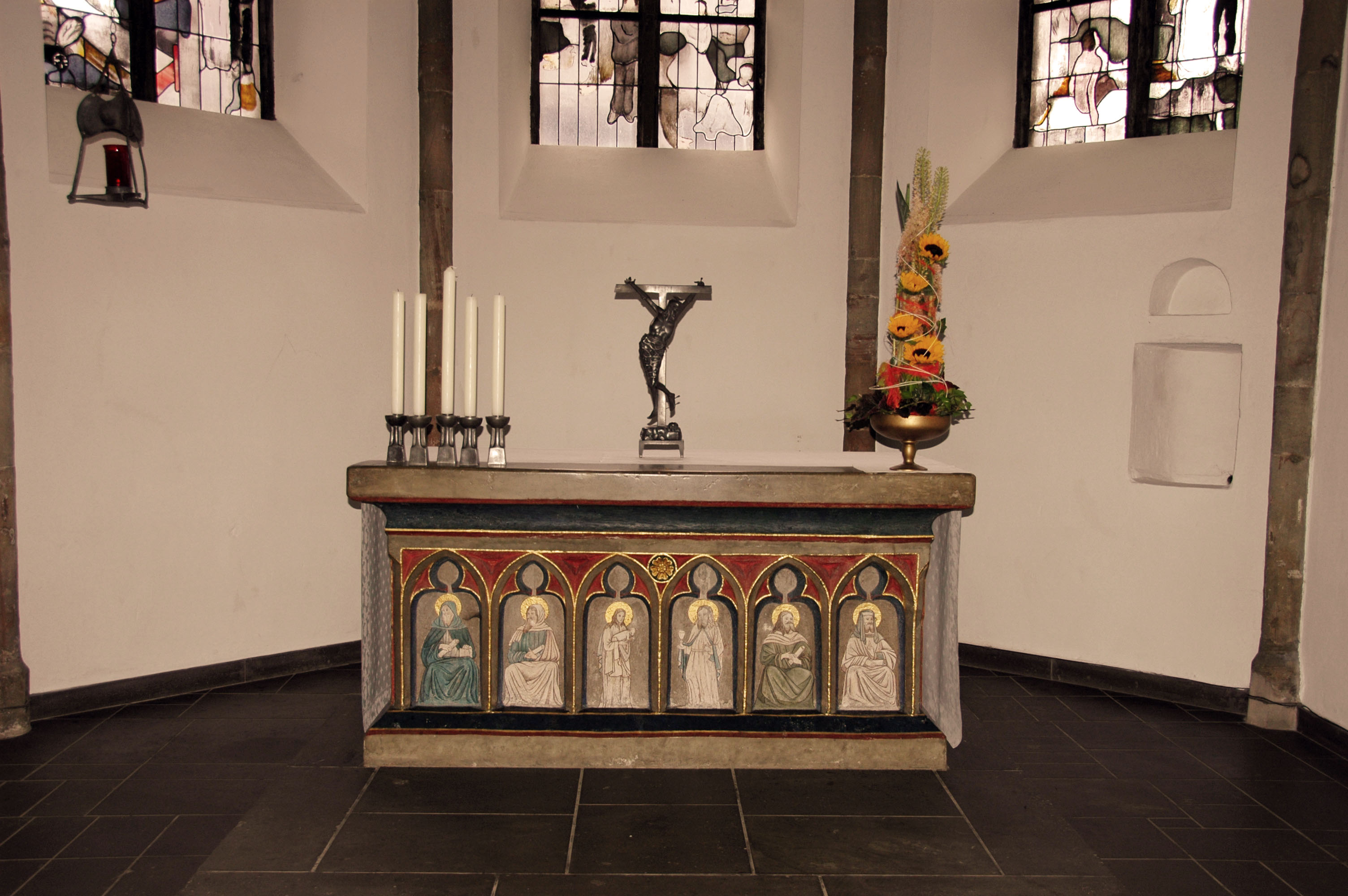
Spätgotischer Hochaltar mit Altarkreuz von Klaus Balke
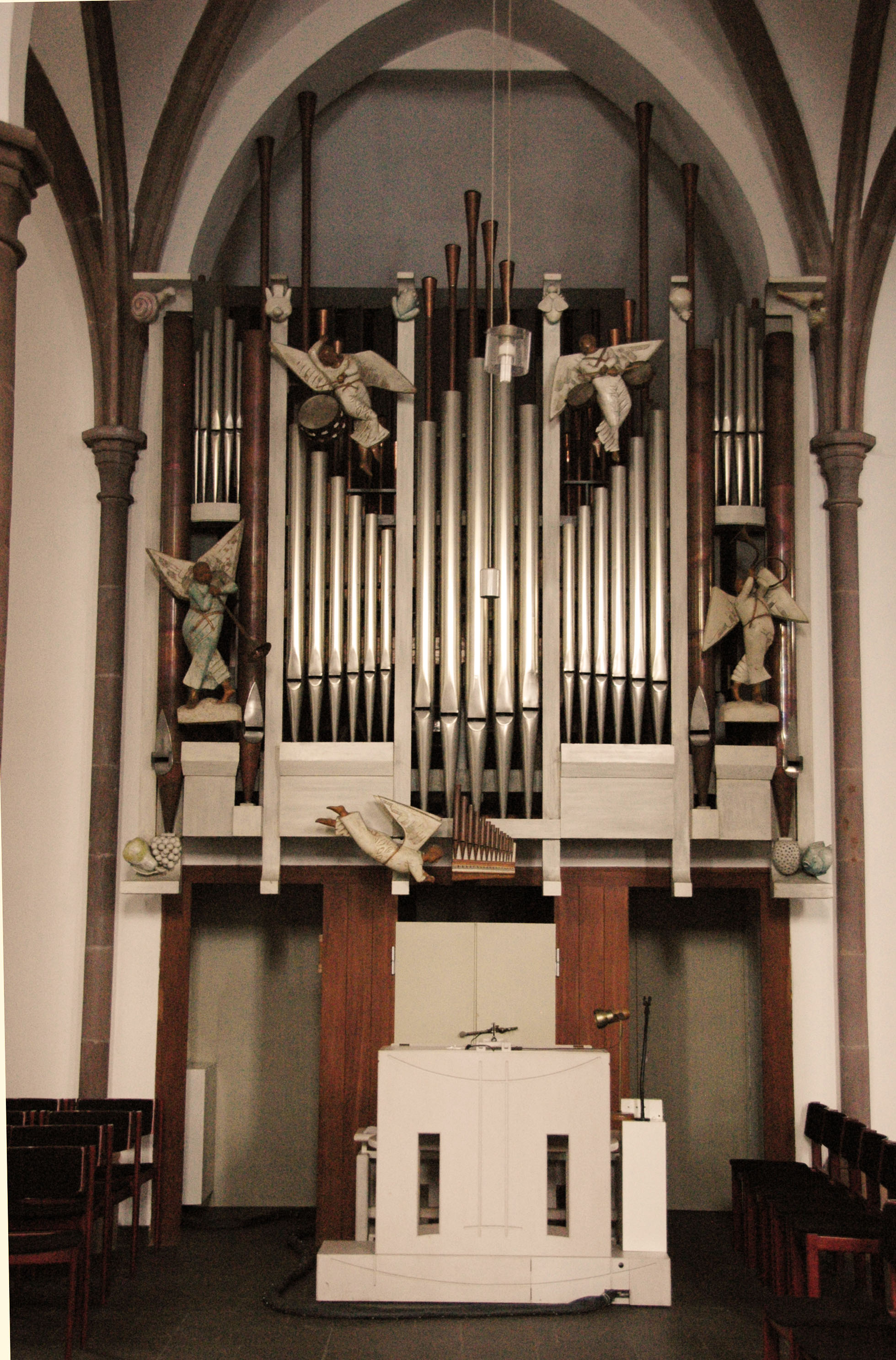
Orgel mit musizierenden Engeln von Klaus Balke
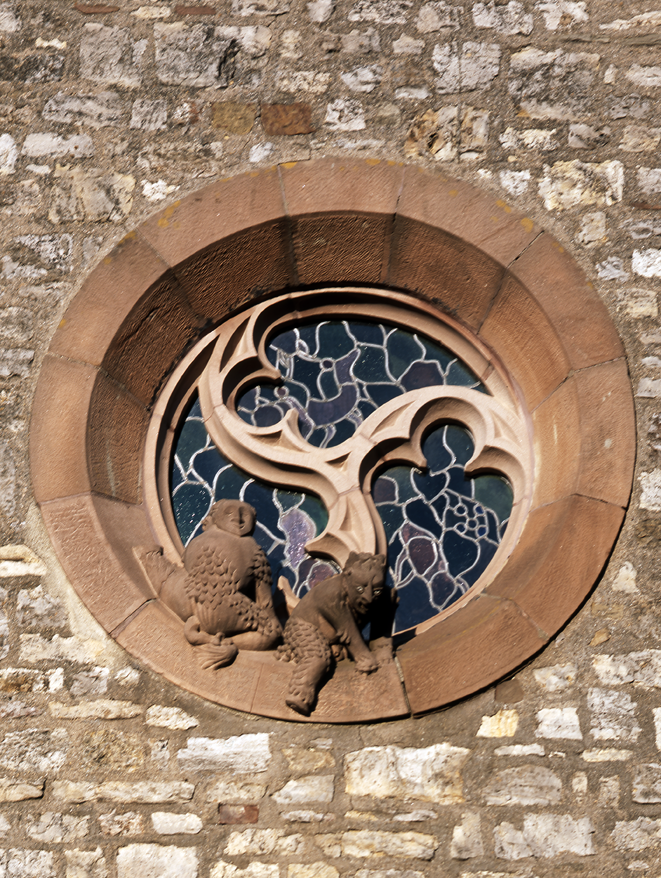
Teufelsfenster an der Westwand von Titus Reinarz

## Geschichte der Pfarre
Der Pfarrer von Marmagen wird erstmals im Liber valoris 1308 erwähnt, einem Steuerverzeichnis des Kölner Erzbischofs Heinrich II. von Virneburg. In dieser Liste wird auch ein Pleban in Marmagen verzeichnet, der für den zumeist abwesend Pfarrherrn die Seelsorge ausübt. Dieser wird aber nicht taxiert, sondern dem Dechanten des Eifeldekanates in Münstereifel zugerechnet.
Die im Liber valoris angegebene Taxierung der Einnahmen des Pfarrers von Marmagen ist nicht mehr zu entschlüsseln. Sie kann aber belegen, dass es sich bereits um eine echte Pfarrpfründe gehandelt hat. Um 1400 besteht diese Pfründe u. a. aus 15 Morgen Land in Marmagen, an denen das Präsentationsrecht des Pfarrers von Marmagen geknüpft ist. Sie ist Besitz der Herzöge von Jülich-Berg, die die Marmagener Präbende als Erblehen vergeben.

### Patronat Mirbach 1402–1672
Die älteste bekannte Lehensurkunde stammt aus dem Jahre 1402. Mit ihr wird eine Frau, Adelheid von Berg, Besitzerin der Pfarre Marmagen. Johann von Bergh ist der erste bekannte Pfarrer von Marmagen. Er tritt 1369 bei einem Lehnsrevers der Herren von Schönforst als Mitsiegler auf. 1432 tauscht der Pfarrer Goswin von Berghe seine Marmagener Pfarrstelle mit Tillmann von Euskirchen gegen dessen Stelle in Berg vor Nideggen. Damit kommt die Pfarre Marmagen an die Herren von Mirbach, die als Jülische Amtsmänner in Münstereifel residieren. Bis ins späte 18. Jahrhundert werden sie vom Herzog von Jülich mit dieser Präbende belehnt. Besondere Bedeutung erlangte der Pfarrer Johannes Remelinckhausen, der 1513 als Dechant die Statuten des Eifeldekanates sammelt und neu verfasst.
Aus dem Hause Mirbach selbst sind nur zwei Pfarrer von Marmagen bekannt: Der Kanoniker des Klosters Prüm, Wilhelm von Mirbach (1571) und sein Neffe Adam von Mirbach (1584). Gegen ihn rebellierten die Marmagener Einwohner, da er nicht in rechter Weise seinen pfarrherrlichen Pflichten nachkam.
Am 29. Juli 1657 wurden in der Kirche zu Marmagen im Auftrage des Kölner Erzbischofs durch seinen Suffragan, Georg Paul Straffius, zwei Altäre geweiht, der Hauptaltar dem Kirchenpatron St. Laurentius, ein weiterer dem Hl. Apostel Petrus.

### Patronat Steinfeld 1662–1801
Die Abtei Steinfeld begann im 16. Jahrhundert an Stelle der abwesenden eigentlichen Pfarrer den Gottesdienst in St. Laurentius durch eigene Priester besorgen zu lassen und sicherte dies auch vertraglich mit den Pfarrstelleninhabern ab. 1662 erwarb der Abt durch einen Pfandleihvertrag mit Werner Freiherr von Pützfeld zu Pützfeld das Präsentationsrecht für den Pfarrer von Marmagen. Pützfeld war Vormund eines unmündigen Mirbach-Erben. Als solcher verpfändete er die in dessen Besitz befindliche Marmagener Kirchengift zusammen mit dem Mirbacher Hof in Nettersheim/Eifel dem Steinfelder Abt für 2700 Reichstaler. Da den 15 Morgen Land in Marmagen das Präsentationsrecht für den Marmagener Pfarrer anhing, ging dieses nun auf die Abtei Steinfeld über. Der Abt konnte jetzt den Pfarrer von Marmagen bestimmen und die Einnahmen der Kirche dem Kloster zuführen. Darüber kam es zu einem fast hundertjährigen Prozess zwischen den Herren von Mirbach und dem Abt von Steinfeld vor dem Reichskammergericht, da der Herzog von Jülich, die Marmagener Präbende weiterhin an Mirbacherben verlehnte.
Die Bedeutung der Pfarrstelle von Marmagen ist daran erkennbar, dass hier hochrangige Funktionsträger des Steinfelder Konvents – zumeist Priore oder Cellerare – als Pfarrer eingesetzt wurden.

### Die Pfarrer von Marmagen 14.–20. Jahrhunderts
| 14. – 16. Jahrhundert - 1369 Johann von Bergh - 1432 Goswin von Berghe - 1433 Tillmann von Euskirchen - 1457 Johann von Kuchenheim - 1513 Johannes Remelinckhausen - 1530 Johann Micheltz - bis 1563 Wilhelm von Mirbach - um 1584 Adam von Mirbach - um 1580 Petrus Mockell de Schleida - 1593 Henricus Episcopius oder Radiducius | 17.–18. Jahrhundert - 1603 Adolphus Matthaei aus Menden - 1605–1606 Gerardus Knoer aus Dülken - 1635–1672 Wilhelm Mengeler aus Scherpenseel - 1673–1679 Petrus Bodenheim von Niederberg - 1679–1697 Johannes Liessem aus Linz - 1697–1700 Hermann Berchem aus Zülpich - 1700–1701 Ernestus Frohn aus Berg bei Floisdorf - 1701–1703 Johannes Zweiffel aus Münstereifel - 1702–1737 Leonardus Kritzrath aus Düren - 1737–1743 Augustinus Lütgens aus Monschau - 1743–1757 Markus Trimborn aus Bessenich - 1752–1777 Dominikus Lingens aus Köln - 1777–1798 Michael Schmitz aus Köln - 1799–1811 F. Godefridus Claessen aus Gangelt | 19. – 20. Jahrhundert - 1811–1827 Peter Becker - 1833–1864 Matthias Nicolaus Berner - 1864–1886 Joseph Camman - 1886–1893 Michael Joseph Kühlwetter - 1893–1898 Matthias Joseph Schreiber - 1898–1902 Matthias Joseph Storm - 1902–1919 Heinrich Gottfried Kremers - 1919–1927 Johannes Mockel - 1927–1953 Heinrich Beckschäfer - 1953–1954 Matthias Winzen - 1954–1980 Erich Froitzheim - 1980–2024 Wolfgang Frisch - Seit 2024: P. Wieslaw Kaczor SDS |

### Säkularisation

Steuerrechnung der Mairie Marmagen an die Kirchenverwaltung Marmagen 1805

Nach der französischen Besetzung der Rheinlande ab 1794 wurde die Abtei Steinfeld 1802 aufgelöst und das Klostergut veräußert. Die Marmagener Kirche fiel als ehemaliges abteiliches Eigentum in staatliche Hände. Das Kirchenvermögen verwaltete das Kantonsbüro in Blankenheim und die Marmagener Kirche wurde geschlossen.
Das Erwachen aus einer kirchlich dominierten Lebensform in einer streng säkularisierten politischen Fremdherrschaft, in der Kreuze zum „Kultsymbol“, Gottesdienste zu „Kultusveranstaltungen“ werden und Kirchenglocken nur noch zu Feuerwarnzwecken geläutet werden dürfen, stellte für die ländliche, rein katholische Bevölkerung Marmagens einen existenziellen Einschnitt dar.
War zuvor die Einhaltung der Kirchengebote von Sendgerichten des Erzbischofs sanktioniert worden, wurde jetzt jede öffentliche Religionsausübung unter Strafe gestellt. Priester flohen oder wurden inhaftiert. In Marmagen, wie in anderen Orten der Eifel, entstand eine religiöse Subkultur mit geheimen Gottesdiensten in Scheunen und Privathäusern.
Erst nach dem Konkordat zwischen Napoleon und dem Papst von 1802, das die Grenzen der Bistümer im französischen Herrschaftsgebiet regelte, besserte sich die Situation. Marmagen kam zum Bistum Trier, da die römische Kurie die neuen Bistümer in den Departementsgrenzen einrichtete.
Die Kantonsverwaltung in Blankenheim gestattete daraufhin wieder die Benutzung der Pfarrkirche zu Gottesdienstzwecken, aber der Marmagener Pfarrer, Godefridus Classens, durfte erst tätig werden, nachdem er einen Eid auf die neue französische Verfassung abgelegt hatte.
Im Juni 1812 wurde aufgrund eines Ratsbeschlusses der Präfektur in Trier eine Kirchenverwaltung in Marmagen eingerichtet, die eine selbständige Kirchenrechnung aufstellen durfte und der Bürgermeisterei Marmagen gegenüber steuerpflichtig war.